# Olympische Sommerspiele 2008/Wasserspringen – Kunstspringen Synchron (Frauen)
Das Synchronspringen vom 3-m-Brett der Frauen bei den Olympischen Spielen 2008 in Peking wurde am 10. August 2008 im Nationalen Schwimmzentrum ausgetragen. 16 Athletinnen (acht Paare) nahmen daran teil. Der Wettbewerb wurde in einem Durchgang mit jeweils 5 Sprüngen durchgeführt.

## Titelträger
| Olympiasiegerinnen | China Wu Minxia/Guo Jingjing                      | 336,90 Punkte | Athen 2004     |
| Weltmeisterinnen   | China Wu Minxia/Guo Jingjing                      | 355,80 Punkte | Melbourne 2007 |
| Europameisterinnen | Russland Julija Pachalina/Anastassija Posdnjakowa | 327,57 Punkte | Eindhoven 2008 |

## Finale
10. August 2016, 14:30 Uhr (UTC+8)
| Rang | Team                                     | Nation             | Sprünge | Sprünge | Sprünge | Sprünge | Sprünge | Punkte |
| Rang | Team                                     | Nation             | 1.      | 2.      | 3.      | 4.      | 5.      | Punkte |
| ---- | ---------------------------------------- | ------------------ | ------- | ------- | ------- | ------- | ------- | ------ |
| 1    | Guo Jingjing/Wu Minxia                   | China              | 52,80   | 57,60   | 75,60   | 81,90   | 75,60   | 343,50 |
| 2    | Julija Pachalina/Anastassija Posdnjakowa | Russland           | 52,80   | 51,00   | 69,30   | 77,43   | 73,08   | 323,61 |
| 3    | Ditte Kotzian/Heike Fischer              | Deutschland        | 51,00   | 51,60   | 68,40   | 70,20   | 76,50   | 318,90 |
| 4    | Kelci Bryant/Ariel Rittenhouse           | Vereinigte Staaten | 52,80   | 51,00   | 69,30   | 69,30   | 72,00   | 314,40 |
| 5    | Briony Cole/Sharleen Stratton            | Australien         | 52,20   | 51,60   | 68,40   | 67,14   | 72,00   | 311,34 |
| 6    | Noemi Bátki/Francesca Dallapé            | Italien            | 48,00   | 51,60   | 68,40   | 70,20   | 58,50   | 296,70 |
| 7    | Marija Woloschtschenko/Hanna Pysmenska   | Ukraine            | 49,80   | 48,00   | 63,80   | 65,70   | 65,70   | 293,10 |
| 8    | Tandi Gerrard/Hayley Sage                | Großbritannien     | 46,80   | 48,60   | 53,70   | 65,29   | 63,84   | 278,25 |